# Moneglia
Moneglia là một đô thị ở tỉnh Genova thuộc vùng Liguria, nằm ở vị trí cách khoảng 50 km về phía đông nam của Genova. Tại thời điểm ngày 31 tháng 12 năm 2004, đô thị này có dân số 2.804 người và diện tích là 15,4 km².
Đô thị Moneglia có các frazioni (đơn vị cấp dưới, chủ yếu là thôn làng) Bracco, Lemeglio, và San Saturnino.
Moneglia giáp các đô thị sau: Casarza Ligure, Castiglione Chiavarese, Deiva Marina, Sestri Levante.